# Aire urbaine de Loudéac
L'aire urbaine de Loudéac est une aire urbaine française constituée autour de la ville de Loudéac (Côtes-d'Armor).
En 1999, ses 13 932 habitants faisaient d'elle la 320e des 354 aires urbaines françaises.

## Caractéristiques
D'après la délimitation établie par l'INSEE, l'aire urbaine de Loudéac est composée de 6 communes, toutes situées dans les Côtes-d'Armor. 
Le pôle urbain est formé par l'unité urbaine de  Loudéac, qui ne comprend que cette seule commune (ville isolée).
Les 5 autres communes, dites monopolarisées, sont des communes rurales.
L’aire urbaine de Loudéac appartient à l’espace urbain de Pontivy-Loudéac.
Le tableau suivant détaille la répartition de l'aire urbaine sur le département (les pourcentages s'entendent en proportion du département) :
| Département   | Communes | Communes (%) | Superficie (km²) | Superficie (%) | Population (1999) | Population (%) |
| ------------- | -------- | ------------ | ---------------- | -------------- | ----------------- | -------------- |
| Côtes-d'Armor | 6        | 1,6          | 167,29           | 2,4            | 13 932            | 2,6            |

En 2008, la population s’élevait à 14 365 habitants.

## Les 6 communes de l’aire
Voici la liste des communes de l'aire urbaine de Loudéac.
| Code INSEE | Commune       | Type de commune              | Dép.          | Superficie (km²) | Population (1999) | Population (2008) | Densité (hab./km²) |
| ---------- | ------------- | ---------------------------- | ------------- | ---------------- | ----------------- | ----------------- | ------------------ |
| 22075      | Hémonstoir    | Commune rurale monopolarisée | Côtes-d'Armor | +0014,03         | +00 000639,       | +00 000660,       | +00047,            |
| 22136      | Loudéac       | Commune du pôle urbain       | Côtes-d'Armor | +0080,24         | +0 0009 371,      | +0 0009 733,      | +00121,3           |
| 22255      | La Prénessaye | Commune rurale monopolarisée | Côtes-d'Armor | +0016,97         | +00 000858,       | +00 000834,       | +00049,15          |
| 22275      | Saint-Barnabé | Commune rurale monopolarisée | Côtes-d'Armor | +0022,75         | +0 0001 341,      | +0 0001 252,      | +00055,03          |
| 22314      | Saint-Maudan  | Commune rurale monopolarisée | Côtes-d'Armor | +0006,67         | +00 000411,       | +00 000392,       | +00058,77          |
| 22376      | Trévé         | Commune rurale monopolarisée | Côtes-d'Armor | +0026,63         | +0 0001 312,      | +0 0001 494,      | +00056,1           |
|            | Total         |                              |               | +0167,29         | +00013 932,       | +00014 365,       | +00085,87          |